# Pol Swings
Pour les articles homonymes, voir Swings (homonymie).
Polidore Ferdinand Félix Swings, dit Pol Swings, né le 24 septembre 1906 à Ransart, près de Charleroi, et mort le 28 octobre 1983 à Esneux, près de Liège, est un astrophysicien et spectroscopiste belge, président de l'Union astronomique internationale de 1964 à 1967. 
Après des études à l'université de Liège où il est promu docteur en sciences physiques et mathématiques en 1927, puis docteur spécial en sciences physiques en 1931, Pol Swings entame une brillante carrière académique dans cette institution. Ses travaux portent essentiellement sur l'astrophysique, l'astronomie mathématique, la spectroscopie, la spectroscopie appliquée à l'industrie, l'optique et puis, à partir des années 1960, la physique spatiale. Au total, il a publié environ 350 livres, articles de recherche et notes diverses dans ces domaines.

## Biographie
Issu d'une modeste famille du Hainaut, sa vive intelligence fut remarquée dès l'école primaire, et ses parents firent de lourds sacrifices pour l'envoyer en 1917 à l'Athénée de Charleroi. Il reçut tous les ans des prix d'excellence et c'est le prix obtenu à la fin de seconde, à savoir l'Astronomie Populaire de Camille Flammarion, qui le fit décider de sa future carrière. Il entra à l'Université de Liège en 1923 et il y fut promu docteur en sciences physiques et mathématiques en 1927, après avoir soutenu une thèse intitulée « Les essais de correction de la loi de Newton et les orbites à périhélie mouvant », un sujet de grande actualité à l'époque, dont le promoteur fut Marcel Dehalu. 
Comme fonction principale il occupait le poste de professeur ordinaire à l'université de Liège jusqu'à sa retraite en 1976, mais il fut aussi professeur à l'université de Chicago (1939–1943), au California Institute of Technology (1951) et à l'université de Californie à Berkeley (en 1952 et en 1967), ainsi que professeur invité en Pologne, en France, en Norvège, en Italie, aux Pays-Bas...

## Distinctions scientifiques
- Docteur honoris causa de l'université d'Aix-Marseille, 1958 et de l'université de Bordeaux, 1963
- Prix Francqui, 1947
- Prix quinquennal du FNRS, 1970
- Prix décennal des sciences physiques, 1949 et 1958
- Prix de la Fondation Gouverneur Emile Cornez, 1965
- Prix des Alumni, 1947
- Prix de l'Association « Les Amis de l'université de Liège », 1932
- Prix de Potter (1931 et 1934) de l'Académie royale de Belgique
- Prix Mailly (1932 et 1936) de l'Académie royale de Belgique

## Distinctions honorifiques
- Commandeur de l'ordre de Léopold
- Grand officier de l'ordre de la Couronne (Belgique)
- Officier de la Légion d'honneur

## Hommages
- (1637) Swings est un astéroïde qui porte son nom

### Articles «In memoriam»
- Ch. Fehrenbach (1985). La vie et l'œuvre de Pol Swings, Comptes-Rendus de l'Académie des Sciences (Paris), Série générale, tome II, 657–662.
- R.H. Garstang (1986). Pol Swings, Quarterly Journal of the Royal Astronomical Society, 27, 305–308.
- P. Ledoux (1983). Éloge de Pol Swings, Bulletin de la Classe des Sciences, Académie royale de Belgique, 69, 682–687.
- P. Ledoux (1984). In Memoriam : Pol Swings (1906–1983), Ciel et Terre, 100, 135–138.